# Jan Strakoš
Jan Strakoš (1. června 1899 Fryčovice – 13. dubna 1966 Sion) byl český literární kritik, historik, teoretik, překladatel, redaktor časopisu Poesie, duchovní pedagog. Patřil mezi katolicky orientované literární kritiky. Byl autorem mnoha článků, esejí a kritik, které uveřejňoval mj. v časopisech Akord, Rozmach, Řád a Tvar a přispíval i jako komentátor do Lidové demokracie.

## Dílo
- Seznam děl v Souborném katalogu ČR, jejichž autorem nebo tématem je Jan Strakoš
- Počátky obrozenského historismu v pražských časopisech a Mikuláš Adaukt Voigt. Praha: L. Kuncíř, 1929
- Poesie. Ed. J. Strakoš. Místek: J. Strakoš, 1931–1934
- Náš hlas. Frýdek: Přítomnost, 1935
- Bohuslav Balbín. Brno: Moravan, 1939